# Deyah (Muara Tiga)
Deyah is een bestuurslaag in het regentschap Pidie van de provincie Atjeh, Indonesië. Deyah telt 397 inwoners (volkstelling 2010).